# Stínové tkaní

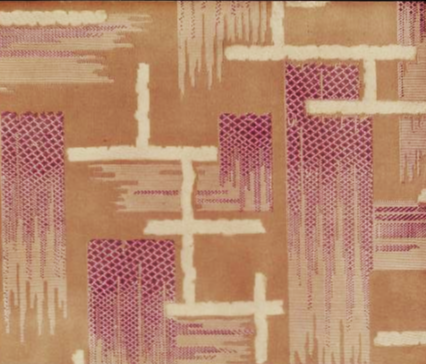
Stínového vzorování na hedvábné tkanině (asi z roku 1920)

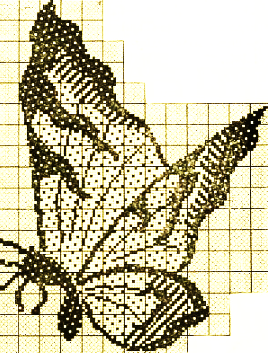
Vzornice stínové vazby útkového atlasu (zesvětlení barvy na křídlech motýla je v keprové vazbě)

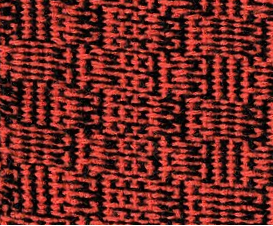
Ukázka stínového vzorování vlněné tkaniny (USA 1972)

Stínové tkaní (angl.: shadow weave) je definováno jako efekt vybarvení a vazby tkaniny.

## Technika stínování
Stínování struktury tkaniny se dá dosáhnout:
- rozdílnou jemností příze v osnově a v útku - střídáním tloušťky nití při snování a tloušťky útku při tkaní
- střídáním velikosti dostavy – dostava osnovy v závislosti na počtu zubů v paprsku a počtu nití do zubu, dostava útku závisí na nastavení zbožového regulátoru
- střídáním druhu vazby - obvykle: keprová/atlasová
- přechodem z útkového do osnovního efektu – postupným  posunem vazebních bodů o 1,2, 3 atd
- barevným přechodem – seřazení odstínu barvy jednotlivých nití

Jednoduché struktury, např. geometrické vzory se dají zhotovit na listových tkacích strojích, složitější vzorování je prakticky možné jen s žakárovým ústrojím. 
Vzornice pro žakárové stínované tkaniny se v 21. století zhotovují digitálně, s pomocí počítačových programů. 

## Použití stínového tkaní
Vynález stínového tkaní se často přikládá Američance Mary Atwater, která zveřejnila mimo jiné návody na stínové tkaní v roce 1942. Technikou stínového tkaní se však obšírně zabývala např. již v roce 1921 kniha Beamont: Dress, blouse, and costume cloths.
V 21. století se technika stínového tkaní běžně vyučuje v online-kurzech pro amatérské tkalce v USA.
V České republice byla v roce 2008 zveřejněna na toto téma bakalářská práce s laboratorními výrobky zhotovenými na žakárovém jehlovém stroji.
Komerční výroba stínovaných tkanin není systematicky evidována. Z internetu jsou známá např. indická hedvábná sárí zhotovená z tohoto materiállu.

### Sovisející články
Stín, Stínové pletení, Ikat, Malování jehlou